# カナート西神戸
カナート西神戸（カナートにしこうべ、英語: Qanat Nishikobe）は、エイチ・ツー・オー商業開発が管理・運営するショッピングセンターである。現在はイズミヤショッピングセンター西神戸の名称が多く用いられている。所在地は神戸市西区竜が岡1丁目21番1号。中核店舗はイズミヤ。

## 沿革
- 1990年
  - イズミヤが展開するショッピングセンター「カナート」の第1号店として開業。
- 2022年
  - 10月1日付で「イズミヤショッピングセンター西神戸」に改称。運営するエイチ・ツー・オー商業開発が、「イズミヤ」の名称を「イズミヤショッピングセンター」に変更[1]したことによるもの。

## 営業時間
- 食料品
  - 平日：10:00～20:00
  - 土・日・祝：9:30～20:00
- 食料品以外
  - 平日：10:00～20:00
  - 土・日・祝：9:30～20:00

## 交通アクセス
- 車
  - 第二神明道路大久保ICから100m
- 公共交通機関
  - JR西日本山陽本線「大久保駅」より神姫バス「天郷停留所」下車

## 主なテナント
- イズミヤ
- ナフコ
- スタジオアリス
- さが美
- 赤ちゃん本舗
- わくわく広場
- セリア
- ココカラファイン
- ダイヤクリーニング
- 保険見直し本舗
- メガネの三城
- ミスタードーナツ
- ケンタッキーフライドチキン
- ダイリキ
- ガスト
- マクドナルド
- くら寿司